# Хронология Броваров
Статья охватывает хронологию города Бровары.

## До XIX века
- 1628 год — Первое упоминание о городе[1].
- 1648-1649 годы — создание казацкой сотни.
- 1666 год — насчитывалось 68 казацких и 46 крестьянских дворов.
- 1667 год — Броварская сотня вошла в состав Киевской сотни.
- 1787 год — насчитывалось 487 жителей.

## XIX век
- 1817 год — построена почтовая станция.
- 1836 год — начало строительства шоссе, соединяющего Бровары с левым берегом Днепра.
- 1868-1870 годы — функционирование Киевского железнодорожного вокзала.
- 1896 год — преобразование земской начальной школы в двухклассное сельское училище.
- 1897 год — открытие сельской библиотеки.
- 1898 год — насчитывалось 4312 жителей.

## XX век
- 1918 год — установление советской власти[2].
- 1923 год — был создан Броварский район.
- 1926 год — по данным переписи, украинцы составляли 86,2 % населения города, евреи — 10,0 %, русские — 2,7 %, поляки — 0,3 %. Украинский язык родным назвали 84,4 % населения Броваров, еврейский — 9,3 %, русский — 5,0 %, польский — 0,2 %[3][4].
- 1937 год — Бровары стали центром Броварского района.
- 1933 год — начало строительства аэропорта
- 1935 год — начало функционирования аэропорта как центрального аэропорта Киева[5].
- 25 июня 1941 года — налёт немецких самолётов на аэропорт и полное уничтожение[6].
- 25 сентября 1943 года — освобождение от нацистов[7].
- 1956 год — получение статуса города[8].

## XXI век
- 2001 год — по данным переписи, население Броваров составляло 86 165 человек. Украинцы составляли 87,35 % населения города, русские — 10,70 %[9]. Украинский язык родным назвали 86,44 % жителей города, русский — 12,89 %[10].
- 2019 год — насчитывалось 106 540 жителей[11].